# École de Reims
L’École de Reims est une école doctrinale du droit international constituée au début des années 1970 lors de rencontres tenues à l'université de Reims. L'approche de l’École de Reims est considérée comme critique. Elle se distingue toutefois d'autres approches critiques du droit international par le recours à des concepts marxistes dans l'analyse et la critique non seulement du droit international lui-même, mais de la pensée juridique qui l'entoure. Par l'utilisation d'une méthode dialectique et le recours à certaines méthodes d’analyse marxiste, l’École de Reims a tenté d’introduire une approche radicalement nouvelle du droit international.

## Origines
« L'École de Reims » est le nom donné à un groupe de juristes, économistes et sociologues ayant mené une réflexion critique sur le droit international entre 1973 et 1989 en réaction à l’emprise perçue comme trop importante de l’approche formaliste classique sur les doctrines du droit international. Le nom de cette école est dérivé du Centre d’Études des Relations Internationales de la Faculté de droit de Reims en raison du rôle moteur joué par ce centre au sein du projet et du fait que les rencontres de cette école se sont tenues dans cette ville. Les origines de cette école remontent au cours général enseigné à l’Académie du droit international de la Haye par professeur Charles Chaumont pendant l’été de 1970. Le cours était révolutionnaire au sein de la doctrine du droit international parce qu’il était ouvertement fondé sur des concepts marxistes. À la suite de ce cours, Jean-Pierre Colin et Monique Chemillier-Gendreau, à ce moment doctorants du professeur Chaumont, décidèrent d'organiser une rencontre à Reims autour de certains sujets discutés lors de son cours à La Haye. Le but était d’examiner plus en détail la démarche inédite que C. Chaumont avait ouverte lors de son cours à l’Académie du droit international. Un peu plus tard, lors d’une réunion à Paris, le programme de la rencontre fut établi. Outre Charles Chaumont, Jean-Pierre Colin et Monique Chemillier-Gendreau, les juristes Joë Nordmann et Jean Salmon étaient présents - à la demande de Charles Chaumont lui-même. C’est ainsi qu'en 1973, cette équipe réunie autour du professeur Chaumont organisa une première rencontre consacrée aux méthodes d’analyse en droit international. Huit rencontres furent au total organisées à Reims, au cours desquelles les grands thèmes du droit international furent abordés en recourant aux concepts marxistes.

## Caractéristiques principales
Bien qu’il soit impossible de réduire l’École de Reims à une pensée unique, l’essence de l’approche de l’École de Reims se fonde principalement sur la pensée de C. Chaumont telle qu’elle a été exposée lors de son cours devant l’Académie du droit international. En se basant sur cette pensée ainsi que sur les huit rencontres de Reims, il est possible de dégager cinq caractéristiques principales du courant. Le courant souhaite aborder le droit international de manière critique (1) et embrasse pour ce faire une méthode d'analyse dialectique (2). Il entretient des rapports complexes avec le positivisme volontariste (3). Il porte par ailleurs un regard particulièrement critique sur le rôle idéologique du droit international (4) ainsi que sur celui de la doctrine (5).

### Un courant critique
Comme toute théorie critique, l’École de Reims se donne pour objectif d’entreprendre une analyse sociale visant à critiquer des relations de domination dans les discours et les structures ainsi que d’explorer des avenues pour atteindre l’émancipation des dominés. Plus particulièrement dans le cadre du processus de décolonisation, plusieurs participants des colloques de Reims n’ont jamais caché leurs engagements et leurs ambitions d’utiliser le droit comme arme de combat. Un autre élément qui démontre le caractère critique de cette école est son ambition manifeste de dépasser le formalisme juridique en faveur d’une prise en compte des phénomènes politiques et sociaux dans l'étude du droit international. Comme le disait C. Chaumont lors de la septième rencontre de l’école, il s’agit “d’arriver à une meilleure compréhension (...) de ce qui est derrière le droit international, de ce qui est en dessous du droit international”. Le souci fondamental de l’École de Reims était donc d’aborder le droit international à travers les relations qu’il entretient avec la société dans laquelle ce droit naît et évolue. En passant par une explication de type sociologique centrée sur les rapports de force qui caractérisent les relations internationales juridiques, cette école doctrinale recouvre à la fois un aspect de technique juridique et une optique sociologique du droit international. Elle s’opposait radicalement à une vision abstraite du droit international: la prise de conscience des données immédiates des relations internationales étant considérée comme la manière la plus adaptée à l'analyse du droit international. Ainsi, l’École de Reims s’est créée en réaction aux approches classiques du droit international, comme les écoles du droit naturel ou le positivisme juridique, accusées de préférer les postulats philosophiques à l'étude de la réalité. L'École de Reims se donne pour objectif de démystifier le droit international en le mettant en relation avec la réalité dans laquelle il s’inscrit. Il a pour vocation d'expliquer le droit international en recourant à des grilles d’analyse extra-juridiques afin de rendre ce droit, ainsi que ses analyses, plus réalistes. Plus spécifiquement, l’École voulait mettre le phénomène juridique en relation avec les contradictions qui caractérisent la société dans laquelle le droit international s'inscrit.

### Une méthode d’analyse dialectique: le droit international comme résultat des contradictions
En s’appuyant sur la conception selon laquelle le droit est le produit des contradictions entre les sujets de l’ordre juridique international, l’École de Reims exprime son adhésion à la pensée de C. Chaumont. Selon lui, c’est parce qu’il y a des conflits entre les sujets de l’ordre juridique international que le droit international existe. Plus précisément, c’est parce que les relations internationales sont constamment soumises au jeu des intérêts particuliers des États que la société internationale est dominée par des contradictions. Ces contradictions profondes traduisent les rapports de puissance et de domination qui séparent les États sur différents plan (l’économie, l’idéologie, la politique, etc.) Le droit se créerait donc parce que les États souhaitent résoudre leurs oppositions par des accords qui prennent la forme de normes juridiques. S'ils parviennent à se mettre d’accord sur une norme juridique, celle-ci mettra fin à l’opposition entre les intérêts contradictoires que la norme veut concilier. Si la contradiction originaire est réglée par l’accord, cette norme sera effective. Cette contradiction originaire constitue ce que Chaumont appelait la contradiction primitive. Néanmoins, dans des nombreux cas l’accord entre les parties ne résout pas la contradiction primitive ou ne la résout que partiellement. Si les États n’arrivent pas à une conciliation complète de ces contradictions, l’accord peut se limiter à mettre les contradictions “entre parenthèses”. De cette façon, l’antagonisme entre les parties persiste et le droit ne participe alors qu’au camouflage de la contradiction primitive. Ainsi, la contradiction primitive n’est pas résolue et celle-ci peut resurgir dans l’application et l’interprétation de l’accord concerné. À cela s’ajoute le fait que les États ne parviennent souvent pas à s’accorder sur des règles qui disposent d’un contenu précis. Au contraire, incapable de surmonter leurs contradictions, les États se mettent d’accord sur des concepts tels que le “raisonnable” ou “l’équité” qui permettent à chaque partie d’utiliser la norme en fonction de ses propres intérêts. Dès sa création, et plus tard lors de son application, la norme est également soumise à d’autres contradictions. Ces “contradictions consécutives” surgissent car l’évolution des relations internationales peut conduire à susciter des tensions entre l’ancien accord et les nouvelles réalités sociales. Ces contradictions consécutives devront à leur tour être surmontées par le biais de nouvelles normes. Comme on le voit, la méthode d’analyse suivie par l’École de Reims est fondée sur les rapports dialectiques entre faits et droit et se caractérise par une approche dynamique et dialectique du droit international, qui reflète également les changements de rapports extra-juridiques de la société internationale.

### Des rapports complexes avec le positivisme volontariste
Bien que l’École de Reims veuille introduire une démarche inédite au sein de la doctrine du droit international en rompant aussi bien avec le iusnaturalisme qu’avec le positivisme juridique, elle a de nombreux points communs avec le courant positiviste et la théorie volontariste du droit international. Comme l’exprimait C. Chaumont lors de la septième rencontre, l’École de Reims “n’est en rien incompatible avec la description, la prise de conscience du droit international tel qu’il est dans sa positivité”. Un autre participant important de l’école, J. Salmon, soutint pour sa part que seules les normes “posées” et résultant des accords des États devraient être considérées comme constituant le droit international. Cette dernière phrase et la méthode d’analyse dialectique, qui prend l’accord entre les États comme le seul fondement du droit international, montrent également comment l’École de Reims s’accorde avec une autre théorie traditionnelle: le volontarisme. D’après cette théorie, la norme juridique internationale ne peut résulter que d’un accord qui constitue l’expression des volontés d’au moins deux États. Cependant, la volonté d’un État ne doit pas être considérée comme le résultat d’une société homogène au sein de ce même État. Au contraire, comme l’accord entre deux États, la volonté d’un État est également le produit des rapports de force au sein des sociétés nationales. L’École de Reims s détache toutefois du positivisme volontariste sur deux points. D'une part, comme le rappelle Charles Chaumont, le positivisme volontariste méconnait la thèse essentielle selon laquelle le droit international est en mouvement dialectique constant. D'autre part, le positivisme volontarisme tend à analyser les volontés étatiques de façon abstraite et non concrète.

### La dimension idéologique: le droit international comme discours du pouvoir
Aux yeux de l’École de Reims, le droit international est le résultat des contradictions. La norme juridique n'est dès lors rien d'autre qu'une formalisation des rapports de force existant à un moment donné dans la société internationale. Le droit international contribue donc à perpétuer le rapport de force originel par le biais de son autorité et de son autonomie relative. Malgré cette autonomie, qui ne peut être que relative à cause des liens étroits que le droit entretient avec la société dans laquelle il s’inscrit, la norme juridique internationale devient elle-même un élément du rapport de force. Ainsi, et c’est une des thèses centrales de l’École de Reims, le droit international doit avant tout être compris comme un discours du pouvoir. Sous l’apparente intention de protéger les intérêts collectifs de la “communauté internationale”, le droit international contribuerait en réalité à pérenniser les rapports de domination. En utilisant des concepts généraux sans contenu précis, le droit international occulterait les rapports de domination sous-jacents et, en ce sens, la norme juridique internationale ne viserait pas seulement à surmonter la contradiction primitive. Elle contribuerait à la dissimuler.

### Analyse critique des théories du droit international et du rôle de la doctrine
L’École de Reims s’oppose farouchement à la doctrine traditionnelle en raison de sa prétention à la neutralité scientifique. Aux yeux de l’École de Reims, cette prétendue neutralité présente de manière erronée le droit international et ceux qui l'analysent. Pour les participants aux colloques de Reims, il n’y a en effet pas que le droit qui soit une idéologie. En participant à l’élaboration et à la diffusion d’un droit international formaliste masquant des rapports violents de domination, les doctrines classiques du droit international participent aussi à la reproduction et au renforcement des rapports de pouvoir. C'est finalement moins le caractère idéologique (inévitable) des doctrines traditionnelles qui gêne les membres de l'école de Reims que le fait qu'elles se mettent au service des dominants. Comme le rappelle Charles Chaumont, il existe en effet deux fonctions possibles de l’idéologie: l’idéologie comme instrument de domination et l’idéologie comme moyen prospectif d’agir pour les dominés. Cette dichotomie est fondamentale pour C. Chaumont et pour les autres participants de l’École de Reims car elle leur permet de justifier leurs propres choix théoriques (et pratiques) tournés vers la défense des  dominés (les pays du Tiers Monde par exemple).

## Les huit rencontres de l’École de Reims (1973-1989)
Les huit rencontres de Reims, parfois aussi appelées les ‘colloques de Reims’, se sont tenues à la Faculté de droit de l’Université de Reims de 1973 à 1989. Les discussions et débats des huit rencontres ont été reproduits dans leur intégralité  dans des rapports. Les rencontres étaient organisées autour de questions majeures du droit international.
La première rencontre eut lieu le 23 et 24 juin 1973 et se concentra sur « les méthodes d’analyse en droit international ». La deuxième rencontre se déroula exactement un an plus tard, le 23 et 24 juin 1974. Cette rencontre était consacrée « à la recherche du fondement du caractère obligatoire du droit international ». La rencontre suivante  eut en novembre 1975 et aborda la question de « la notion de peuple en droit international ». La quatrième rencontre fut consacrée à « la relation du droit international avec la structure économique et sociale » et se tint en octobre 1977.
En 1980, les 28 et 29 juin, eut lieu la cinquième rencontre. Elle fut consacrée au « discours juridique et pouvoir dans les relations internationales : l’exemple des sujets de droit ». La rencontre fut organisée autour de divers sujets comme "la personne juridique", "l’homme et les organisations internationales", "les discours des Mouvements de Libération Nationale"  et les "sociétés transnationales".
La sixième rencontre examina le lien entre la notion de l’agression et la réalité internationale. Cette rencontre se déroula le 24 et 25 avril en 1982. Durant la septième rencontre, les 2 et 3 juin en 1986, les participants se penchèrent sur le discours juridique de la non-intervention.
La huitième et dernière rencontre se déroula à Reims les 27 et 28 mai 1989. La rencontre porta sur les rapports entre l’objet et la méthode en droit international. Lors de cette rencontre, certains participants insistèrent sur les faiblesses et contradictions de la pensée développée durant les rencontres précédentes.

## Réception critique
Les travaux de l’École de Reims ont suscité des critiques de quatre ordres. Premièrement la relation entre la doctrine de l’École de Reims et le formalisme juridique; deuxièmement, la relation entre la doctrine de l’École de Reims et l’idéologie; troisièmement, l’application de la pensée de l’école dans des cas concrets et finalement des remarques liées au caractère juridique de la théorie de l’École de Reims.

### École de Reims et le formalisme juridique
Il a été observé que la relation entre la pensée de l’École de Reims et le formalisme juridique est parfois problématique et même contradictoire. C'est le point soulevé par Alain Pellet, participant aux rencontres de Reims, qui nota que « réduire le droit aux règles ainsi posées [celles pour lesquelles les États ont exprimé leur consentement] me parait aboutir à […] une approche extraordinairement formaliste alors que l’on se bagarre ici avec constance contre le formalisme ». En effet, il semble contradictoire de fonder une approche du droit sur le consentement (souvent purement formel) des États et, d’autre part, de postuler une approche théorique tout entière centrée sur la remise en cause du formalisme.

### École de Reims et idéologie
Une autre ambiguïté dans la pensée juridique de l’École de Reims concerne la position de la doctrine quant à l’idéologie. Un des objectifs majeurs de l’École de Reims semblait remettre en cause la vision idéaliste du droit international. Eu égard à cet objectif, il apparaît néanmoins assez paradoxal de constater que cette école défend une vision du droit comme arme de lutte. Il est évident que cette vision implique une certaine résurgence de l’idéalisme. Comment peut-on défendre une telle position sans réintroduire un jugement de valeur dont on voit mal sur quoi d’autre que l’idéologie cette position peut être fondée? L’utilisation du droit dans la doctrine de l’École de Reims vise en effet à renverser un rapport de force au profit de ceux qui étaient dominés dans la relation initiale et à promouvoir des relations plus égalitaires entre les membres de la société internationale.

### L’application de la théorie de l’École de Reims
La troisième contradiction qui a été identifiée au sein de la pensée de l’École de Reims concerne la méthode adoptée. Il a été observé que la méthode de Reims se révèle décevante lorsqu’on l’applique aux objets déterminés, normes, institutions ou problèmes du droit international. Bien que la méthode s’applique bien au droit en général, son application aux « mille objets divers » dont le droit est fait, semble souvent décevante.

### Théorie du droit ou théorie sociologique?
Lors de la huitième rencontre de Reims, la question de savoir si l’École de Reims est bien une théorie du droit a été posée. Parfois, elle est plus considérée comme une théorie sociologique que comme une théorie du droit. Charalambos Apostolidis, qui est professeur de droit international public à la faculté de droit et de science politique de Dijon et participant à la huitième rencontre, a révélé que: « si l’objectif de tout discours scientifique est de produire une connaissance, un savoir systématisé, cette systématicité en tant que qualité du savoir n’est possible que par et à travers une théorie. Or, s’il n’y a pas eu une théorie, ou même une tentative d’élaborer une théorie — et je crois que personne ici ne peut prétendre que les colloques ont fait sortir une théorie du droit international —, alors si la dialectique, qui se veut critique, n’a pu poser les bases d’une théorie critique, c’est parce qu’il n’y a jamais eu de critique théorique, qui est le préalable nécessaire ».

## Liste des participants (non exhaustive)
| Alain Chenal        |  | Charles Chaumont       |  | Georges Chatillon |  | Jean-Marie Vincent          | Monique Weyl            |
| Alain Fenet         |  | Christian Caubet       |  | Gérard Cahin      |  | Jean-Paul Charnay           | Nasser-Eddine Ghozali   |
| Alain Garoux        |  | Constantin Obradovitch |  | Gérard Soulier    |  | Jean-Pierre Colin           | Paul Tavernier          |
| Alain Levy          |  | Deniz Akçay            |  | Guy Dhoquois      |  | Joë Nordmann                | Pierre Mazov            |
| Alain Pellet        |  | Deuyz Carkaci          |  | Hubert Thierry    |  | Larbi Boulkroun             | Pierre-François Gonidec |
| Albert Bourgi       |  | Dimitri Dimitrakos     |  | Ibrahim Fall      |  | Léo Matarasso               | Raymond Lepoutre        |
| André Nkolombua     |  | Dominique Rosenberg    |  | Jacques Lenoble   |  | Mario Bettati               | Roland Weyl             |
| Aziz Hasbi          |  | Eric David             |  | J. Mourgeon       |  | Maurice Barbier             | Slavenka Peles-Bodson   |
| Bernard Grelon      |  | E. Muambakanama        |  | Jean Charpentier  |  | Michel Troper               |                         |
| Brigitte Stern      |  | F. Batailler-Demichel  |  | Jean Klein        |  | Michel Vincineau            |                         |
| Catherine Schneider |  | François Rigaux        |  | Jean Salmon       |  | Mohamed Lamouri             |                         |
| Césaire N’Djalle    |  | Geneviève Burdeau      |  | J.-J. Gleizal     |  | Monique Chemillier-Gendreau |                         |